# Vilfredo Pareto
Pour les articles homonymes, voir Pareto.
Vilfredo Pareto, né Wilfried Fritz Pareto le 15 juillet 1848 à Paris et mort le 19 août 1923 à Céligny (Suisse), est un sociologue et économiste italien.
Il a apporté de nombreuses contributions importantes dans ces deux matières. En économie, il a particulièrement contribué à l'étude de la distribution du revenu et de l'analyse des choix individuels. Il introduit le concept d'efficacité et aide le développement du champ de la microéconomie avec des idées telles que la courbe d'indifférence. Il succède à Léon Walras à la chaire d'économie politique de l'Université de Lausanne. En sociologie, il étudie les actions logiques et non-logiques et invente le concept de circulation des élites. Il est un des membres de l'école italienne de sociologie des élites avec Gaetano Mosca et Robert Michels.
Il a donné son nom au principe de Pareto.

## Biographie

### Premières années
Vilfredo Pareto est né en 1848 à Paris, l'épicentre des révolutions populaires de cette année. Son père, Raphaël Pareto, est un ingénieur italien, noble génois, exilé d'Italie comme partisan de Mazzini, républicain et anti-piémontais ; sa mère, Marie Métenier (1813-1889), est française, issue d'une modeste famille de vignerons de l'Allier. Le grand-père paternel, Giovanni Benedetto Pareto, avait été fait baron de l'Empire par Napoléon.
Pendant son enfance, il fait ses études primaires à Paris, et son père ayant été politiquement réhabilité en 1858, ses études secondaires à Gênes. En Italie, Pareto vit dans un milieu de la classe moyenne, recevant une éducation de niveau élevé. Il fait des études supérieures de sciences mathématiques et physiques à Turin et, en 1870, il est diplômé en ingénierie de l'École polytechnique de Turin où il a suivi les cours de mathématiques de Fernando Pio Rosellini. Sa thèse est intitulée Principes fondamentaux de l'équilibre des corps solides. Il manifeste son intérêt pour l'analyse de l'équilibre en économie et sociologie et devient, en 1874, membre fondateur de la Società Adamo Smith (société florentine d'économie politique).

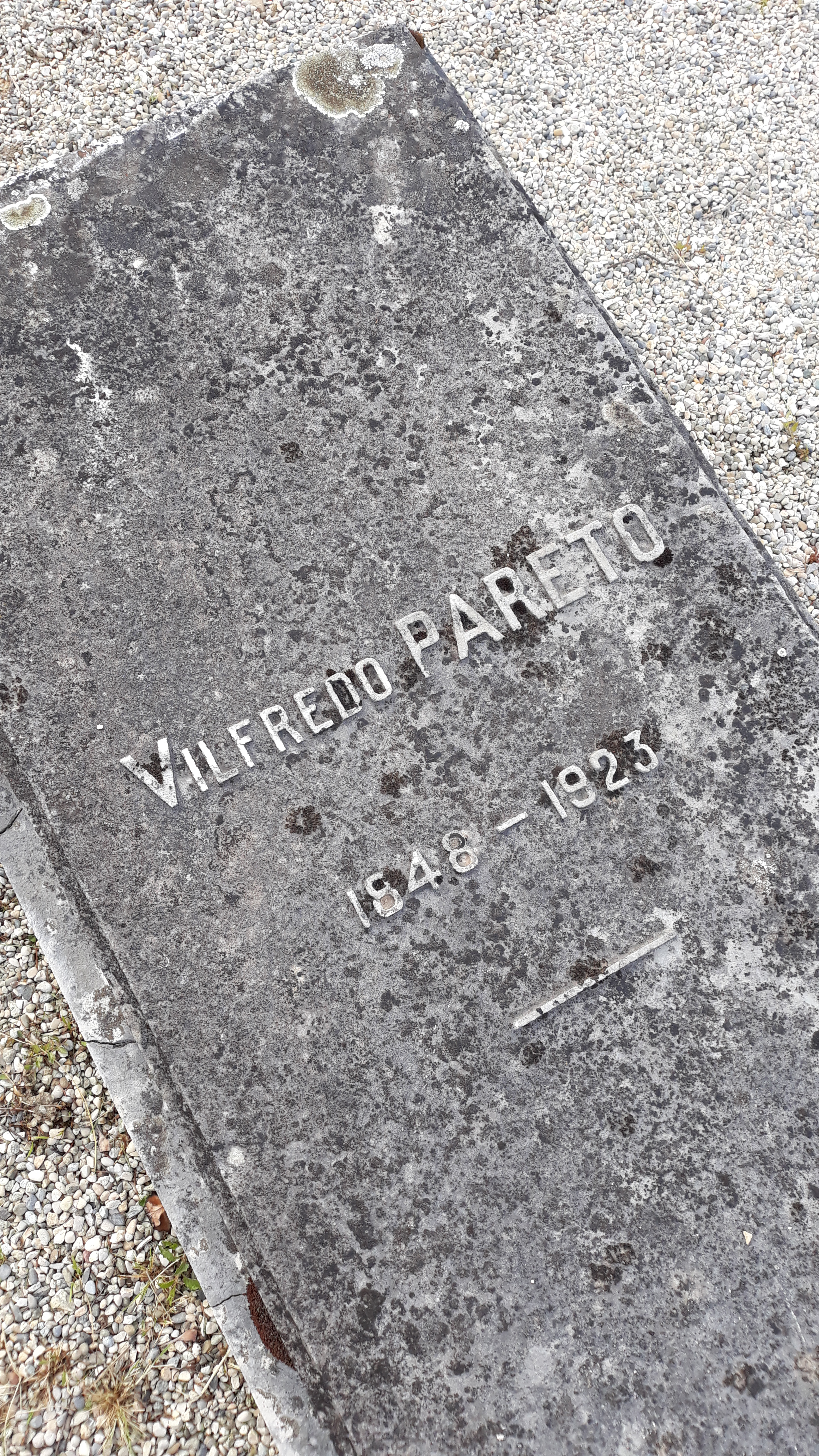
Sépulture de Vilfredo Pareto au cimetière de Céligny, enclave du canton de Genève, dans le Vaud, Suisse

### D'ingénieur à économiste
Pendant quelques années, il travaille comme ingénieur, d'abord pour la compagnie italienne publique des chemins de fer, puis dans l'industrie privée où il devient directeur des Ferriera del Valdarno (it) (Società anonima delle Ferriere italiane, Société anonyme de la Sidérurgie italienne).
Il ne commence à sérieusement s'occuper d'économie qu'autour de l'âge de quarante ans. Il devient alors un fervent défenseur du libéralisme économique classique. En 1886 il devient maître de conférences à l'université de Florence. Son séjour à Florence est marqué par son activité politique, largement alimentée par ses frustrations contre les régulateurs étatiques. Libéral, il attaque le socialisme, le militarisme et le protectionnisme du gouvernement.
En 1889, après la mort de ses parents, Pareto change de style de vie : il quitte son travail et se marie à Alexandra Bakounine, d'origine russe,. Il commence à écrire de nombreux articles polémiques contre le gouvernement, ce qui lui vaut des difficultés avec les autorités comme l'interruption d'une de ses conférences par la police ou le refus d'une autorisation d'enseigner l'économie politique.

### Économie et sociologie
En 1893, il est nommé maître de conférences en économie à l'université de Lausanne en Suisse à la place de Léon Walras qui le lui a proposé. À ce poste, il participe à la renommée de l'école de Lausanne : sous son impulsion en effet, les facultés de droit et de lettres proposent au canton de Vaud, en 1902, la création d'un nouveau diplôme universitaire, un diplôme de sciences sociales. En 1907, le canton crée la première chaire suisse de sciences politiques et sociales et la lui confie. En 1909, Vilfredo Pareto abandonne l'enseignement pour se consacrer entièrement à la sociologie et à l'écriture.
Si Pareto a maintenu des relations personnelles cordiales avec les socialistes même s'il pense que leurs idées économiques sont fausses, plus tard dans sa vie, il considère les leaders socialistes comme une aristocratie de brigands. Il reproche au gouvernement de Giovanni Giolitti de ne pas prendre des mesures assez sévères contre les grèves. Tout cela le conduit à rejoindre le camp anti-socialiste et anti-démocratique. Son attitude envers le fascisme à la fin de sa vie reste un sujet de controverse,. Quand il abandonne l'économie politique, Pareto critique le positivisme sociologique qu'il trouve à la fois trop méthaphysique, totalisant et dépourvu d'une méthode rigoureuse de logique expérimentale. En ce sens, ses contributions à la sociologie sont toujours appréciées au 21e siècle,,.

### Vie privée et dernières années
En 1902, sa femme Alexandra Bakounine le quitte, mais le divorce n'est prononcé que le 19 juin 1923, deux mois avant sa mort. À partir de 1902, il vit avec Jeanne Régis, et ce, jusqu'à sa mort.
En 1906, il fait la fameuse observation selon laquelle vingt pour cent de la population possède quatre-vingts pour cent de la propriété en Italie, observation à l'origine du principe qui porte son nom.
En 1917, l'université de Lausanne organise son jubilé.
En 1923, il conseille aux fascistes d'adopter une politique libérale. Il meurt à Céligny, dans le canton de Genève, le 19 août 1923.

## Sociologie
Pareto passe ses dernières années à collecter la documentation pour son Trattato di sociologia generale (1916) (Traité de sociologie générale (1917) , The Mind and Society en anglais édité en 1935) et sa dernière œuvre : Compendio di sociologia generale (1920).

### Actions logiques et non-logiques
Pareto semble s'être tourné vers la sociologie pour comprendre pourquoi les mathématiques économiques ne marchent pas. Il pense en effet que cela vient du fait que des facteurs sociaux non visibles ou incontrôlables interviennent. Aussi sa sociologie tend à soutenir que nombre d'actions sociales sont non logiques et que bien des personnes donnent de fausses raisons logiques à des actions non rationnelles. Il enseigne que nous sommes conduits par des « résidus » ou des dérivations de ces résidus c'est-à-dire par tous les affects inhérents à l'homme sous-jacents aux actions non logiques. Wallace Stegner dans sa biographie de DeVoto précise la distinction souvent mal comprise entre « résidus » et « dérivations ». Il précise : les résidus sont chez Pareto constitués par « des habitudes sociales persistantes et pas soumises à questionnement telles les habitudes sociales, les croyances et les hypothèses ( non-rational 'residues,' which are persistent and unquestioned social habits, beliefs, and assumptions) ». Les dérivations quant à elles sont constituées par : « les explications, justifications et rationalisation que nous faisons d'elles (the explanations, justifications, and rationalizations we make of them) ».
| Genres et espèces d'actions                                                                    |                                                     |                                                     | |
| Genres et espèces d'actions                                                                    | Les actions articulent-elles des moyens à des fins… | Les actions articulent-elles des moyens à des fins… | Exemples |
| ---------------------------------------------------------------------------------------------- | --------------------------------------------------- | --------------------------------------------------- | --- |
| Genres et espèces d'actions                                                                    | … subjectivement ?                                  | … objectivement ?                                   | |
| ACTIONS LOGIQUES Le but objectif est identique au but subjectif                                | OUI                                                 | OUI                                                 | Actions de l'homo economicus |
| ACTIONS NON-LOGIQUES Le but objectif diffère du but subjectif. Action non logique du 1er genre | NON                                                 | NON                                                 | « N'urine pas à l'embouchure d'un fleuve qui se jette dans la mer […]. Il faut l'éviter. N'y soulage pas ton ventre ; cela vaut mieux » (Hésiode, Les Travaux et les jours, 757-758 ; cité par Pareto, Traité…, § 154)                                                                                   |
| Action non logique du 2e genre                                                                 | OUI                                                 | NON                                                 | Magie, danse rituelle de la pluie |
| Action non logique du 3e genre                                                                 | NON                                                 | OUI                                                 | Actions instinctives, ou réflexes : cligner des yeux régulièrement, et particulièrement quand il y a de la fumée dans l'air. |
| Action non logique du 4e genre                                                                 | OUI                                                 | OUI                                                 | Soit le sujet accepterait le but objectif, s'il le connaissait : Main invisible d'Adam Smith (cf. Richesse des nations, livre IV, ch. 2, § 10 ; Théorie des sentiments moraux, IV, ch. 1, § 10) Soit le sujet refuserait le but objectif, s'il le connaissait : Ce que Lénine appelait « l'idiot utile » |

### Masse et élite
Pareto distingue les classes sociales entre masse et élite, l'élite elle-même est séparée entre élite non gouvernementale et gouvernementale (Traité de sociologie générale, § 2034). De la masse montent perpétuellement de nouvelles élites que l'élite en place a le choix de combattre ou d'intégrer jusqu'à ce qu'elle soit finalement défaite et remplacée. C'est cette lutte qui fait l'histoire qui devient pour lui « un cimetière d'aristocraties,.

« Toute élite qui n'est pas prête à livrer bataille, pour défendre ses positions, est en pleine décadence, il ne lui reste plus qu'à laisser sa place à une autre élite ayant les qualités viriles qui lui manquent. C'est pure rêverie, si elle s'imagine que les principes humanitaires qu'elle a proclamés lui seront appliqués: les vainqueurs feront résonner à ses oreilles l'implacable Vae Victis. Le couperet de la guillotine s'aiguisait dans l'ombre quand, à la fin du siècle dernier (ndlr : fin XVIIIe donc), les classes dirigeantes françaises s'appliquaient à développer leur « sensibilité ». Cette société oisive et frivole, qui vivait en parasite dans le pays, parlait, dans ses soupers élégants, de délivrer le monde de « la superstition et d'écraser l'infâme », sans se douter qu'elle-même allait être écrasée. »

Pareto pense en effet que « l'histoire des sociétés humaines est, en grande partie, l'histoire de la succession des aristocraties ». Et c'est la sélection qui rend possible cette succession; sans son intervention, « toutes les races d'êtres vivants tomberaient en décadence : la race humaine n'échappe pas à cette loi. (...) Dans chaque race naissent des éléments de rebut qui doivent être éliminés par la sélection. Les douleurs causées par cette destruction sont le prix auquel s'achète le perfectionnement de la race; c'est un de ces cas nombreux dans lesquels le bien de l'individu est en opposition avec le bien de l'espèce ».

### Épistémologie
À l'encontre des préjugés scientistes de son époque, Pareto dénie à la science la faculté de définir un système politique, une morale, une religion idéale. Le scientisme dénature la science en la surestimant : la science ne peut déterminer les fins humaines.
Le cynisme et le pessimisme de Pareto attaquent de front l'optimisme et le rationalisme d'Émile Durkheim. Illusoires sont les tentatives d'organiser rationnellement la société, illusion que de croire l'homme animé par la raison, illusion de croire que la vertu progresse nécessairement avec l'accroissement de la raison.
Pareto critique également les moralistes qui développent vainement des théories pour accorder les intérêts particuliers et collectifs. Le maximum d'utilité pour la collectivité n'est pas le maximum d'utilité de la collectivité.

## Politique

### Socialisme
Pareto est l'auteur d'une étude du socialisme dans son ouvrage Les Systèmes socialistes.

Le philosophe et sociologue Jules Monnerot rappelle que la doctrine marxiste a fait l'objet de sa part d'une analyse 

« écrite à la fin du XIXe siècle, consignée dans le 2e volume de ses Systèmes socialistes, et enseignée pendant près d’un quart de siècle, non seulement aux étudiants de Lausanne par ses cours, mais encore au monde entier par ses livres. Or les marxistes […] n’essaient pas de la réfuter, n’en font pas état ; ils l’ignorent. C’est encore une des différences de la science et de l’idéologie. La science ne laisse passer aucune contestation. Toute contestation aboutit à une confrontation. Les idéologies ne combattent que quand leur prise sur l’affectivité est mise en question. Il leur suffit de paraître scientifiques aux ignorants. Pour les autres, ce n’est qu’une question d’organisation du silence. Aux belles époques “bourgeoises” on prit à la légère et les doctrines économiques de Marx et la contestation de Pareto. Jusqu’au jour où l’armée russe imposa indirectement en France l’étude de Marx. On s’y mit avec un zèle un peu effrayant. On ne se pressa pas de découvrir que Marx avait déjà été examiné, et que l’examen d’un Pareto n’était d’aucune manière négligeable (Jules Monnerot, Sociologie de la révolution, éditions Fayard, 1969, p. 278.). »

Pareto s'est élevé contre toute politique de redistribution des richesses, les jugeant inutiles. Il souligne ainsi que « si l'on réduisait à 4 800 marks les revenus qui sont plus élevés, et que l'on distribuât la différence aux personnes qui ont moins de 4 800 marks de revenu, chacune d'elles ne recevrait qu'une centaine de marks (...) Dès lors, on voit que, même en mettant les choses pour le mieux, l'avantage que peuvent avoir les pauvres est absolument insignifiant ». En outre, il affirme que « la taxe [au bénéfice] des pauvres est un fort mauvais impôt, car elle grève le travailleur pour aider le plus souvent le fainéant ».

### Fascisme
D'abord très hostile, il accueille favorablement l'avènement de Benito Mussolini en 1922, mais met en garde les fascistes contre « les aventures guerrières, la restriction de la liberté de la presse, la surimposition des riches et des paysans, la soumission à l'Église et au cléricalisme, la limitation de la liberté d'enseignement ». La même année, il écrit au comte Vincenzo Fani Ciotti, sympathisant fasciste, être en particulier séduit par le rejet de la démocratie proclamé par le fascisme. En revanche, il demeure sceptique sur la rupture que le fascisme est susceptible d'introduire dans l'Histoire et la société italienne.

L'auteur Renato Cirillo soutient que : 

« Vilfredo Pareto a été étiqueté de fasciste et « un précurseur du fascisme » parce qu'il a accueilli l'avènement du fascisme et a été honoré par le nouveau régime. Certains ont vu dans ses travaux sociologiques les fondements du fascisme. C'est inexact. Même les écrivains fascistes n'ont pas beaucoup trouvé de mérite dans ses travaux et ont définitivement condamné ses théories économiques. En tant que théoricien politique, il demeura un libertarien radical jusqu'à la fin et continua à exprimer de sérieuses réserves à propos du fascisme et son opposition à ses principes politiques de base. Cela est évident de par la correspondance avec ses amis proches. Il y a de fortes raisons de croire que, s'il avait vécu suffisamment longtemps, Pareto se serait révolté contre le fascisme. »

Certains idéologues fascistes ont récupéré et réduit la théorie de Pareto sur les élites pour justifier la violence comme nécessaire afin de maintenir le régime totalitaire. Le pouvoir qu'exerce l'élite, minoritaire, n'ayant in fine pas de fondement moral, la force peut être utilisée sans complexe et le régime trouve dès lors sa justification dans son succès [réf. nécessaire] .
Si Pareto a représenté l'Italie à la Commission du désarmement de la SDN (Société des Nations) en décembre 1922, lorsque le gouvernement lui propose de le nommer au Sénat du Royaume en mars 1923, il ne retourne pas les documents à la présidence du Sénat [réf. nécessaire]. Il meurt peu après, avant la proclamation des lois fascistissimes (1925-1926).

### Libéralisme
La théorie de l'élite de Pareto a également influencé un certain nombre de théoriciens libéraux, comme l'antifasciste Piero Gobetti, qui a écrit : 

« Le concept d'une élite qui s'impose en exploitant un canal d'intérêts et de conditions psychologiques générales contre les anciens dirigeants qui ont épuisé leur fonction est véritablement libéral. »

D'autres libéraux ont été influencés par Pareto tel Norberto Bobbio et Raymond Aron.
Pour Pareto, libéralisme et démocratie ne sont pas des synonymes. Il défend l'idée d'un libéralisme aristocratique et pense que la démocratie est une illusion car une classe dirigeante émerge toujours et s'enrichit. Selon lui, la question est plutôt de se focaliser sur le rôle plus ou moins interventionniste des dirigeants. C'est pourquoi, il se prononce pour une réduction drastique de l'État. S'il a d'abord bien accueilli l'arrivée au pouvoir de Benito Mussolini, c'est qu'il pensait initialement qu'il s'agirait d'une transition vers un État minimal qui libérerait les forces économiques pures.

### Étatisme
Pareto annonce l'interventionnisme croissant des États dans l'économie qui se produira au XXe siècle avec l'avènement de sociétés collectivistes. La bureaucratisation se substitue à la libre initiative. Pareto compare cette évolution à celle de Byzance et à celle du Bas-Empire.

### Féminisme
Vilfredo Pareto prit nettement position contre le féminisme. Dans son Cours d'économie politique, il écrit : « Le féminisme est une maladie qui ne peut atteindre qu'un peuple riche, ou la partie riche d'un peuple pauvre. Avec l'augmentation de la richesse dans la Rome antique, augmenta la dépravation de la vie des femmes. Si certaines femmes modernes n'avaient pas l'argent nécessaire pour promener leur oisiveté et leur concupiscence, les gynécologues seraient moins occupés. » 

## Économie et économie d'entreprise

### Outils statistiques «Pareto»

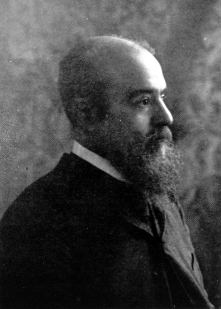
Portrait

Il demeure célèbre pour son observation des 20 % de la population qui possèdent 80 % des richesses en Italie, généralisée plus tard (par Joseph Juran et d'autres) en distribution de Pareto. Cette observation a été étendue à d'autres domaines sous le terme de « principe de Pareto ». Par extension, on appelle diagramme de Pareto un type d'histogramme où les classes sont représentées par ordre décroissant de fréquence, ce qui permet de mettre en évidence les classes les plus importantes ; ce diagramme est utilisé en gestion de la qualité, où les classes représentent les défauts.
Il définit la notion d'optimum paretien comme une situation d'ensemble dans laquelle un individu ne peut améliorer sa situation sans détériorer celle d'un autre individu. Dans la théorie des jeux de John Nash, la situation est un optimum paretien si les agents sont satisfaits de leur choix et que les gains sont maximisés. Ces gains étant optimaux, si la situation d'un agent s'améliore, celle d'un autre doit se détériorer pour préserver l'équilibre. Un optimum de Pareto peut également être un équilibre de Nash (où la notion d'optimum n'intervient pas) [réf. souhaitée] .

### Théorie parétienne du maximum économique
Représentant du courant néoclassique, et plus particulièrement avec le français Léon Walras de l’Ecole de Lausanne, Vilfredo Pareto a laissé à la littérature économique plusieurs ouvrages majeurs comme son Cours d’économie politique (1896) et son Manuel d’économie politique (1909).
Ses écrits reflètent les idées de Léon Walras selon lesquelles, l'économie est essentiellement une science mathématique. Pareto est un des maîtres de l'« école de Lausanne » et un représentant de la seconde génération de la révolution néoclassique. Son approche « goût-et-obstacles » de l'équilibre général est développée durant le grand retour de la pensée de Pareto des années trente et influe la théorie économique depuis lors.
Un de ses plus importants apports a été de modifier les principes de la valeur-utilité chez les néoclassiques. Auparavant, un des postulats néoclassiques était l'existence d'une fonction d'utilité cardinale : l’individu rationnel est capable de déterminer le niveau absolu d’utilité d’un produit. Pareto lui substitue le principe plus réaliste d'utilité ordinale : l’individu rationnel est en fait capable de hiérarchiser ses préférences, de dire s’il préfère le produit A au produit B ou inversement. Ce raisonnement le pousse à l’utilisation des courbes d’indifférence imaginées par Francis Edgeworth.
Le principe de la courbe d'indifférence représente l’ensemble des combinaisons de deux produits, permettant d’obtenir une utilité donnée. Avec ces apports, Pareto inaugure non seulement la micro'économie moderne mais rompt également l'alliance entre l'économique et la philosophie utilitariste. Alors que celle-ci recherche le plus grand bien du plus grand nombre, il dit que le bien collectif ne peut pas être mesuré. Il la remplace par la notion d'optimum de Pareto: une situation dans laquelle l’utilité (le bien-être) d’aucun individu ne peut être augmentée sans que ne soit réduite l’utilité d’un autre individu. Dans une boîte d'Edgeworth, l'ensemble des points de tangence des courbes d'indifférence de deux individus représente un optimum de Pareto.
La référence à l'optimum de Pareto a permis aux économistes néoclassiques de démontrer mathématiquement la supériorité théorique de la concurrence pure et parfaite sur d'autres modèles économiques alternatifs (le monopole, l'oligopole, etc.), à partir de leurs postulats. S'il y a des effets externes (externalité), la concurrence n'est plus un optimum de Pareto.

## Influence

### Sur la science économique en général
Selon Benoit Mandelbrot et Richard L. Hudson: son apport à l'économie est notable.

« c'est en partie grâce à lui que ce champ  qui du temps de Smith est considéré comme une branche de la philosophie devient un champ utilisant intensément les données et les équations mathématiques (Partly because of him the field evolved from a branch of moral philosophy as practised by Adam Smith into a data intensive field of scientific research and mathematical equations.) »

### En Europe
La théorie des élites de Pareto a influencé un certain nombre de théoriciens libéraux, tel que l'antifasciste Piero Gobetti, qui a écrit : « Le concept d'une élite qui s'impose en exploitant un canal d'intérêts et de conditions psychologiques générales contre les anciens dirigeants qui ont épuisé leur fonction est véritablement libéral ».
D'autres libéraux ont été influencés par Pareto tel Norberto Bobbio et Raymond Aron.
En France, la Nouvelle Droite (Alain de Benoist, Gilbert Sincyr...) se réfèrera souvent au concept de circulation des élites, et mettra Vilfredo Pareto à l'honneur dans ses colloques. Leur élan initial vers l’œuvre de Pareto est due à Julien Freund qui publie en 1974 un précis de Pareto[réf. souhaitée].

### Aux États-Unis
La pensée sociologique de Pareto est introduite aux États-Unis notamment par George Homans et Lawrence J. Henderson à Harvard où ses idées ont une considérable influence sur le sociologue de Harvard Talcott Parsons. Ce dernier a développé une approche systémique de la société et de l'économie qui soutient que le statu quo est en général fonctionnel. L'historien américain Bernard DeVoto a également joué un rôle important dans l'introduction des idées de Pareto auprès tant des intellectuels d'Harvard qu'auprès des autres américains des années 1930 en insistant notamment sur la distinction chez Pareto entre les « résidus » et les « dérivations ».

## Publications

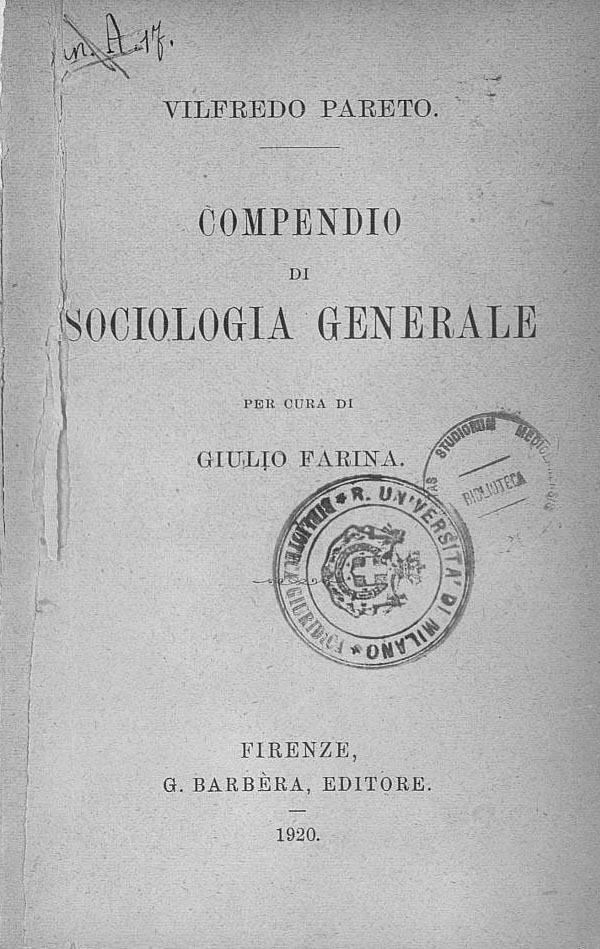
Compendio di sociologia generale, 1920

### Œuvres majeures
- Cours d'Économie Politique Professé a l'Université de Lausanne, 1896–97. (Vol. I, Vol. II)
- Les Systèmes Socialistes, 1902. (Vol. I, Vol. II)
- Manuale di economia politica con una introduzione alla scienza sociale (in Italian), 1906.
- Trattato di sociologia generale (in Italian), G. Barbéra, Florence, 1916. (Vol. I, Vol. II)
  - (en) The Mind and Society, 1935, New York: Harcourt, Brace and Company (traduction de Trattato di sociologia generale). (Vol. I, Vol. II, Vol. III, Vol. IV)
- (it) Compendio di sociologia generale, Florence, Barbèra, 1920 (lire en ligne) (Abridgement of Trattato di sociologia generale)
- Fatti e teorie (in Italian), 1920. (Collection of previously published articles with an original epilogue)
- Trasformazione della democrazia (in Italian), 1921. (Collection of previously published articles with an original appendix)

### Œuvres complètes éditées par la librairie Droz
- Tome 1 : Cours d'économie politique . Édité et préfacé par Giovanni Busino, Genève, Librairie Droz, 1964
- Tome 2 : Le Marché financier italien (1891-1899). Textes réunis pour la première fois par Giovanni Busino, Genève, Librairie Droz, 1965
- Tome 3 : Écrits sur la courbe de la répartition de la richesse, Genève, Librairie Droz, 1965 (réunis et présentés par Giovanni Busino)
- Tome 4 : Libre-échangisme, protectionnisme et socialisme, Genève, Librairie Droz, 1965
- Tome 5 : Les systèmes socialistes, Genève, Librairie Droz, 1965
- Tome 6 : Mythes et idéologies, Genève, Librairie Droz, 1966 (textes réunis avec une introduction par Giovanni Busino)
- Tome 7 : Manuel d’économie politique, Genève, Librairie Droz, 1981 (préface par Roger Dehem)
- Tome 8 : Statistique et économie mathématique. Préface de René Roy, Genève, Librairie Droz, 1966
- Tome 9 : Marxisme et économie pure. Introduction de Giovanni Busino. IIe édition revue et corrigée, Genève, Librairie Droz, 1987
- Tome 10 : Lettres d'Italie : Chroniques sociales et économiques, Genève, Librairie Droz, 1967
- Tome 11 : Sommaire du Cours de sociologie, suivi de Mon Journal, Genève, Librairie Droz, 1967
- Tome 12 : Traité de sociologie générale, édition française par Pierre Boven, revue par l'auteur. Préface de Raymond Aron, Genève, Librairie Droz, 1818 pages, 1968

### Autres textes édités par la librairie Droz
- La liberté économique et les événements d'Italie, Genève, Librairie Droz, 1970 (préface par Giovanni Busino) note historique par Giovanni Busino, préface par A. Silbermann)
- Écrits politiques - 1 : Lo sviluppo del capitalismo, Genève, Librairie Droz, 1974 (textes en italien réunis avec une introduction par Giovanni Busino)
- Écrits politiques - 2 : Reazione, liberta, fascismo 1896 - 1923, Genève, Librairie Droz, 1974 (textes en italien réunis avec une introduction par Giovanni Busino)
- Écrits épars, Genève, Librairie Droz, 1974 (textes réunis avec une introduction par Giovanni Busino)
- Correspondance 1890 - 1923, Genève, Librairie Droz, 1975 (2 volumes, textes en italien et en français)
- Faits et théories, Genève, Librairie Droz, 1975 (version française par M. Tripet, préface par Julien Freund)
- Lettres, 1860-1890, Genève, Librairie Droz, 1981
- Écrits de jeunesse, Genève, Librairie Droz, 1982 (édités et préfacés par Giovanni Busino)
- Lettere a Maffeo Pantaleoni (1890-1923), Genève, Librairie Droz, 1984 (3 volumes)
- Lettere ai Peruzzi (1872-1900), Genève, Librairie Droz, 1984 (2 volumes)
- Pages retrouvées éditées et préfacées par Giovanni Busino, Genève, Librairie Droz, 1988
- Lettres et correspondances : Compléments et additions. Textes rassemblés, introduits et annotés par Giovanni Busino avec la collaboration de Victor Monnier, Genève, Librairie Droz, 1989
- Libre-échangisme, protectionnisme et socialisme. Nouvelle édition augmentée, Genève, Librairie Droz, 1992
- Nouvelles Lettres (1870-1923). Textes rassemblés, préfacés et annotés par Fiorenzo Mornati, Genève, Librairie Droz, 2001
- Inédits et addenda, Genève, Librairie Droz, 2005 (écrits retrouvés, transcrits et annotés par Fiorenzo Mornati, préface par Giovanni Busino)
- Le mythe vertuïste et la littérature immorale, Genève, Librairie Droz, 1971 (nouvelle version française par Corinne Beutler

### Autres publications en Français
- Cours d'économie politique, Lausanne, F. Rouge, 1896–97 (2 volumes)
- Les systèmes socialistes. Cours professé à l'Université de Lausanne, Paris, V. Giard & E. Brière, « Bibliothèque Internationale d'Économie Politique », 1902-03 (2 volumes)
- Manuel d'économie politique. Traduit sur l'édition italienne par Alfred Bonnet (revue par l'auteur), Paris, V. Giard & E. Brière, 1909
- Le mythe vertuïste et la littérature immorale, Paris, Marcel Rivière & Cie, 1911
- Traité de sociologie générale : édition française par Pierre Boven revue par l'auteur, Lausanne - Paris, Librairie Payot & Cie, 1917-19 (2 volumes)
- Les Systèmes Socialistes. Deuxième édition par les soins de G. H. Bousquet, Paris, Marcel Giard, 1926 (2 volumes)
- Lettres de Léon Walras et Vilfredo Pareto à Hermann Laurent 1898 - 1902, Paris, 1953
- Le Péril socialiste, éditions du Trident, Paris, 2008 (recueil d'articles préfacé par Georges Lane)

### Publications en Italien
- Manuale di economia politica con una introduzione alla scienza sociale, Milano, 1906
- Trattato di sociologia generale, Firenze, G. Barbéra, 1916
- (it) Compendio di sociologia generale, Florence, Barbèra, 1920 (lire en ligne)
- Fatti e teorie, Firenze, Vallecchi Editore, 1920
- I sistemi socialisti, Milano, « Raccolta di Breviari Intellettuali » no 29, 1920 (2 volumes)
- Trasformazione della democrazia, Milano, Corbaccio, 1921
- Il mito virtuista e la letteratura immorale, Liberilibri, Macerata 2011.

### Articles
- "The Parliamentary Régime in Italy," Political Science Quarterly, Vol. VIII, Ginn & Company, 1893.
- "The New Theories of Economics," Journal of Political Economy, Vol. 5, No. 4, Sep. 1897.
- "An Italian View," The Living Age, November 1922.

### Francophone
- Raymond Aron, Les étapes de la pensée sociologique, Paris, Gallimard, 1967.
- « Autour de Pareto » dans la Revue européenne des sciences sociales, 2013, volume 51, no 2,  (ISSN 0048-8046), lire en ligne.
- Julien Freund, Pareto, Paris, Seghers, 1974.
- Jean-Pierre Blanchard (préf. Georges Feltin-Tracol), Vilfredo Pareto, génie et visionnaire, Paris, Dualpha, 2019, 156 p.  (ISBN 9782353744152).
- G.-H. Bousquet, Pareto (1848-1923), le savant et l'homme, Lausanne, Payot, 1960.
- Alban Bouvier, «Pareto, une conception nominaliste et atypique de la culture» in Germanistik.ch, oct. 2009.
- Alban Bouvier, (dir.), Pareto aujourd'hui, Paris, Presses Universitaires de France, 1999.
- Pierre du Bois de Dunilac, «Mythe de la science et science du mythe : en guise de conclusion» (avec Edmond Gilliéron), Cahiers Vilfredo Pareto, t. 18, n°.53, 1980, p. 132.
- P. Bridel, E. Tatti, (éditeurs), L'équilibre général. Entre économie et sociologie. Colloque du Centre d'études interdisciplinaires Walras-Pareto de l'Université de Lausanne, Revue européenne des sciences sociales, tome XXXVII, 1999, no 116, Librairie Droz, Genève-Paris.
- René Roy, Pareto statisticien : la distribution des revenus, Revue d'économie politique, vol. 59, p. 555-577.
- Bernard Valade, Pareto. La naissance d'une autre sociologie, Paris, PUF, 1990.

### Anglophone
- Franz Borkenau, Modern Sociologists: Pareto, London, Chapmann & Hall, 1936
- S. E. Finer, « Pareto and Pluto-Democracy: The Retreat to Galapagos », The American Political Science Review, Vol. 62, No. 2, Jun., 1968, pp. 440-50
- Sen, A. K. « The Impossibility of a Paretian Liberal », Journal of Political Economy, No. 78, 1970, pp. 152-157
- Placido Bucolo (ed.), The Other Pareto, London, Scolar Press, 1980  (ISBN 0-85967-516-5)

### Germanophone
- Gert Albert: Hermeneutischer Positivismus und dialektischer Essentialismus Vilfredo Paretos. Wiesbaden, VS Verlag 2005
- Maurizio Bach: Jenseits des rationalen Handelns. Zur Soziologie Vilfredo Paretos. Wiesbaden, VS Verlag 2004
- Gerold Blümle: Paretos Gesetz. In: Wirtschaftswissenschaftliches Studium (WiSt), 8. Jg., Heft 1 (Januar 1979), S. 17.
- Gottfried Eisermann, Max Weber und Vilfredo Pareto, Tübingen: J. C. B. Mohr (Paul Siebeck), 1989;  (ISBN 3-16-545457-4)
- Gottfried Eisermann: Vilfredo Pareto. Ein Klassiker der Soziologie, Tübingen: J. C. B. Mohr (Paul Siebeck) 1987; broschiert:  (ISBN 3-16-545207-5), gebunden:  (ISBN 3-16-545214-8)
- Horst Claus Recktenwald (Hrsg.): Lebensbilder großer Nationalökonomen. Köln, Kiepenheuer & Witsch 1965
- Günter Zauels: Paretos Theorie der sozialen Heterogenität und Zirkulation der Eliten. Stuttgart, Ferdinand Enke Verlag, 1968.

### Italophone
- N. Bobbio, Saggi sulla scienza politica in Italia, Bari-Roma, Laterza, 1969 (nuova edizione accresciuta 1996)
- S. Ricossa, Dizionario di economia, Torino, UTET, 1982, ad voces
- G. Busino, Pareto, Croce, les socialismes et la sociologie, Genève, Droz, 1983
- G. Busino, Introduzione, Nota biografica, Nota bibliografica, Nota al testo, Commento e Indici dell'edizione critica del Trattato di sociologia generale, Torino, UTET, 1988, voll. 4
- F. Aqueci, Le funzioni del linguaggio secondo Pareto, Berne-Frankfurt/M.-New York-Paris, Peter Lang, 1991
- C. Malandrino, R. Marchionatti, (a cura di), Economia, sociologia e politica nell'opera di Vilfredo Pareto, Firenze, Olschki, 2000
- P. Della Pelle (a cura di), Introduction a K. Marx, Le Capital par V. Pareto, edizione critica con il testo italiano a fronte, Aracne, Canterano 2018.